# 신윤호 (바둑 기사)
신윤호(申潤昊, 1991년 6월 29일 ~ )는 대한민국의 바둑 기사이다.

## 약력
강북대일바둑교실을 통해 바둑에 입문했고 양천대일도장 옥득진 사범에게 바둑을 배웠다. 2012년 초상부동산배 아마선발전 참가했으며, 2013년 제132회 일반 입단대회를 통해 입단했다. 2013년 제32기 KBS바둑왕전 본선과 2013 olleh배 본선에 진출했다. 2014년 2월에 2단으로 승단했고, 2014 퓨처스리그 출전했으며 2014 렛츠런파크배 본선에 올랐다. 2015년 제34기 KBS바둑왕전 본선에 올랐으며 퓨처스리그 출전했고 제2회 Let's Run PARK배 오픈토너먼트 본선에 진출했다. 2022년에 4단으로 승단했다.